# Параскева Джукелова
Параскева Атанасова Джукелова е българска актриса, родена на 14 ноември 1970 година в град Панагюрище.

## Ранен живот
През 1992 година завършва ВИТИЗ със специалност актьорско майсторство за драматичен театър, в първия клас, воден от професор Стефан Данаилов.

## Кариера
Играе в Народния театър „Иван Вазов“ (1992 – 1997), Сатиричния театър „Алеко Константинов“, общински театър „Възраждане“ и Театър „Българска армия“. Изпълнява роли в постановки като „Завинаги… и още един ден“ от Милорад Павич, „Кожа и небе“ от Димитре Димов, „По-големият син“ от Александър Вампилов, „Бягащи странници“ от Алексей Казанцев и много други.
Има роли и в чуждестранни кино-продукции като „Версенженторикс“ (2001), „Air Marshal“ и „I Am David“ (2003), „Икона“ (2005), където партнира на Патрик Суейзи), „The Abandoned“ (2006), както и телевизионни филми и сериали.
Телевизионна водеща на предаването за българско кино „Понеделник 8 и 1/2“ по БНТ (1998 – 2001).
От 2012 до 2013 г. играе ролята на Катерина Андонова в българския сериал на bTV „Къде е Маги?“.

## Личен живот
Омъжена е за Виктор Божинов до развода им през февруари 2019 г. Двамата имат една дъщеря.

## Награди и отличия
- Голямата наградата „Златна роза“ за „най-донбра женска роля“ за ролята си на младата Лили в „Сезонът на канарчетата“ (Варна, 1994).

- Голямата наградата „Златна роза“ за „най-добра женска роля“ за „Изпепеляване“ (Варна, 2004).

## Театрални роли
- „Обир“ (Джо Ортър)
- „Васа Железнова“ (Максим Горки) – Наталия
- „Анатол“ (Уилям Шекспир) – Кора
- „Кожа и небе“ Димитър Динев
- „Бягащи странници“ Алексей Казанцев

## Филмография
| Година      | Филми и Сериали                                                        | Серии  | Копродукции                                  | Роля                                   |
| ----------- | ---------------------------------------------------------------------- | ------ | -------------------------------------------- | -------------------------------------- |
| 2024        | Без крила                                                              |        |                                              | майката                                |
| 2024        | Гунди – Легенда за любовта                                             |        |                                              | Мария                                  |
| 2023        | Вина                                                                   |        |                                              | Цвета Бончева                          |
| 2021        | Голата истина за група Жигули                                          |        |                                              | Марина                                 |
| 2021        | Блаженият                                                              |        |                                              | Райна Алексова, майката на Боби        |
| 2019; 2021  | Пътят на честта                                                        | 1+     |                                              | Маргарита Даскалова                    |
| 2017        | Възвишение                                                             |        |                                              | Майка на Гичо                          |
| 2014        | Съдилището                                                             |        | България / Германия / Хърватска              | Кера                                   |
| 2012 – 2013 | Къде е Маги?                                                           | 51     |                                              | Катерина Андонова (в 9, 10 и 11 серии) |
| 2012        | Джулай                                                                 |        |                                              | Джу                                    |
| 2011 –      | Столичани в повече                                                     | 131    |                                              | баба Пенка                             |
| 2007        | Магна Аура. Изгубеният град                                            | 13     | България / Германия / Полша                  | Рая                                    |
| 2006        | Изоставена – („The Abandoned“)                                         |        | Испания / Великобритания / България          | майката на Мария                       |
| 2006        | Време за жени                                                          |        |                                              | Мария                                  |
| 2006        | „Китайската съпруга“ – („La moglie cinese“)                            | 4      | Италия / България                            | Вентури                                |
| 2005        | Сако и Ванцети – („Sacco & Vanzetti“)                                  |        | Италия                                       | Анита                                  |
| 2005        | Икона – (Icon)                                                         |        | САЩ / Русия                                  | Наташа                                 |
| 2005        | Скакалци - 8-ата чума – („Locusts: The 8th Plague“)                    |        | САЩ                                          | Агата                                  |
| 2004        | Стъклени очи – („Occhi di cristallo“)                                  |        | Италия / Испания / Великобритания / България | младата жена                           |
| 2004        | Изпепеляване                                                           |        |                                              | Калина Данева                          |
| 2003        | Ключът                                                                 |        |                                              | самотната                              |
| 2003        | Небесни шерифи – („Air Marshal“)                                       |        | САЩ                                          | г-жа Паркър                            |
| 2003        | Аз съм Дейвид - („I Am David“)                                         |        | САЩ / Великобритания                         | младата майка                          |
| 2002        | Емигранти                                                              |        |                                              | Светла                                 |
| 2002        | Асистентът                                                             |        | България / Италия                            | Мадлен, жената на асистента Павел      |
| 2001        | Версенжеторикс – („Vercingétorix“) Друиди – (2 заглавие)               |        | Франция / Канада / Белгия                    |                                        |
| 2000        | Алеф – („Aleph“)                                                       |        | Италия                                       |                                        |
| 2000        | Хайка за вълци                                                         | 6      |                                              |                                        |
| 1998        | Случайни чаши                                                          |        |                                              |                                        |
| 1998        | Духът на баща ми                                                       |        |                                              | майката Елена                          |
| 1997        | Пътуване към свирещия плаж                                             |        |                                              |                                        |
| 1997        | Суламит                                                                |        | България / Франция                           | Суламит                                |
| 1997        | Ловджийска чанта – („Il carniere“) Синът на комарджията – (2 заглавие) |        | Италия                                       | Рада                                   |
| 1993        | Сезонът на канарчетата                                                 |        |                                              | Лили като млада                        |
| 1992        | Аритмия                                                                |        |                                              | англичанката Марлиз                    |
| 1992        | Разводи, разводи...                                                    | 6 нов. |                                              |                                        |
| 1989        | Кмете, кмете…                                                          |        |                                              | Добра                                  |
| 1989        | Живей опасно                                                           |        |                                              |                                        |

## Дублаж
- „Последен шанс, Харви“
- „Риф Брейк“ – Кат Чеймбърс